# Tiit Vähi
Tiit Vähi (né le 10 janvier 1947 à Valga) est un homme d'État estonien, ancien Premier ministre estonien de 1995 à 1997 et également, à titre d'intérim pendant plusieurs mois en 1992 pendant le gouvernement de transition après le recouvrement de l'indépendance.

## Prix et distinctions
- Ordre du Blason national d'Estonie de deuxième classe, 2001